# Salar de Aguas Calientes I
Der Salar de Aguas Calientes I ist eine geomorphologische Salzpfanne in der Atacamawüste in Nord-Chile. Er liegt eingebettet in der Hoch-Puna östlich von den Cerros de la Pacana (23° 3′ S, 67° 33′ W), etwa 105 km östlich von San Pedro de Atacama an der Straße zum Jama-Pass.
Der Salar de Aguas Calientes I ist die Senke eines abflusslosen Wassereinzugsgebiets von 263 km2 mit 56 Zuflüssen. Auf seiner Gesamtfläche von 15 km2  gibt es drei sich saisonal verändernde Seen mit insgesamt 3 bis 6,7 km2 Oberfläche. Das Wasservolumen variiert zwischen 1,9 und 3,2 Millionen Kubikmeter. Das meiste Wasser kommt aus Richtung Nordwesten durch die Quebrada Peña Negra von den Hängen des Cerro Incahuasi (23° 0′ S, 67° 34′ W), sowie aus Richtung Nordosten durch den Río Aguas Calientes der warmes Wasser führt.